# Rhadinorhynchus africanus
Rhadinorhynchus africanus är en hakmaskart som först beskrevs av Golvan, et al 1963.  Rhadinorhynchus africanus ingår i släktet Rhadinorhynchus och familjen Rhadinorhynchidae. Inga underarter finns listade i Catalogue of Life.